# ساقط (آلبوم)
ساقط (به انگلیسی: Fallen) نخستین آلبوم استودیویی از گروهٔ موسیقی راک آمریکایی اونسنس می‌باشد که در ۱۴ مارس سال ۲۰۰۳ توسط وایند-آپ رکوردز منتشر شد.